# (6116) Still
(6116) Still ist ein Asteroid des Hauptgürtels, der am 26. Oktober 1984 vom US-amerikanischen Astronomen Edward L. G. Bowell an der Anderson Mesa Station (IAU-Code 688) des Lowell-Observatoriums im Coconino County in Arizona entdeckt wurde.
Benannt wurde er am 9. September 1995 nach dem US-amerikanischen Komponisten William Grant Still (1895–1978), der als Altmeister der afroamerikanischen Komponisten gilt und dessen heute noch bekanntestes Werk die Afro-American Symphony von 1930 ist.